# 크레디트 (예술)
크레디트 타이틀(credit title)은 영화, TV 프로그램, 음반, 게임 소프트 등에서  출연자 (배우), 제작에 관여 한 기업, 단체 등의 이름을 표시한 것이다.

## 개요
크레디트 타이틀은 작품의 제작에 관여 한 캐스트나 스탭의 명부이다. 특히 출연자 외에 감독, 촬영 감독, 미술 감독, 편집, 녹음 등의 관계자를 표시한다. 크레디트 타이틀에는 캐스트, 스탭, 각 파트의 책임자를 명확하게 한다는 의미도 있다. 크레디트 타이틀은 본편의 처음이나 마지막이나 쌍방에 배치되어, 본편 시작 부분에 주요 캐스트 주요 관계자의 이름을 표시하고 본편 마지막에 전체 목록 형식으로 표시된다. 오늘날, 크레디트 타이틀은 작품의 중요한 구성 요소이며, 특히 앨프리드 히치콕 감독의 1960년 영화 《싸이코》의 솔 배스의 크레디트 타이틀 디자인은 새로운 영역을 만들어 낸 작품으로 평가되고있다. 또한, 본편의 여운을 즐길 수 있는 시간이라는 인식이 강해, 작품에 따라서는 "끝" 표시 후 크레디트 타이틀이 나타날 수 있다. 일반적으로 크레디트 타이틀은 이름으로 표시되지만 아마추어 영화 등에서는 얼굴 사진이 나오는 경우도 있다.

## 순서
TV 드라마 및 영화에서 오프닝이나 엔딩에서 캐스트 및 관계자를 표시한 크레디트 타이틀이 흐른다. 일반적으로 캐스트 → 관계자의 순으로 나타나고 극중 사용 BGM 등의 표시 위치는 드라마 / 영화에 따라 다르다. 특히 캐스팅 부분에서의 순서는 제작 측 담당자에게도 매우 섬세한 문제이며, 그 배치에 따라 출연자와 제작 측과의 계약상의 분쟁으로까지 발전 할 수 있다.

## 오프닝, 엔딩
영화, TV 프로그램 등의 영상 콘텐츠는 콘텐츠의 시작과 끝에 2회 크레디트 타이틀이 나타나는 경우가 많으며, 각각 오프닝 크레디트 (opening credits), 클로징 크레디트(closing credits) 또는 엔딩 크레디트(ending credits)라고 한다.

## 같이 보기
- 문자 발생기
- 엔딩 크레디트
- 지식 재산권
- 표절